# Tiruchirappalli (stad)
Tiruchirappalli (Tamil: தி௫ச்சிராப்பள்ளி) is de hoofdstad van het gelijknamige district Tiruchirappalli in de Indiase deelstaat Tamil Nadu. 
In 2001 telde Tiruchirappalli 746.062 inwoners.
Tiruchirappalli is een stad met metaal- en textielindustrie. Ook heeft de stad een universiteit en een technische hogeschool.
De bekendste bezienswaardigheid van de stad is het Rock Fort, een burcht die in de 17e eeuw op een 83 meter hoge rots werd gebouwd.

## Geboren
- Chandrasekhara Raman (1888-1970), natuurkundige en Nobelprijswinnaar (1930)
- Roshini, zangeres